# Altmann Simon
Altmann Simon, Altmán Szimon (Mezőcsát, 1892. március 4. – Auschwitzi koncentrációs tábor, 1944.) Szendrő, majd 1930-tól Paks főrabbija.

## Élete
Szülei Altmán József és Tauenbaum Regina. Szófér József paksi főrabbi leányát, Altmann Ellát vette feleségül. Szendrőn működött ebben az időben rabbiként. Apósa 1930-ban bekövetkezett halála után vette át a hitközség vezetését. Három rabbi vizsgálta meg tudását megválasztásakor: Friedmann Lipót Pozsonyban a talmud ás a zsidó hit összes tudományaiból, Austerlitz Sámuel Miskolcon a rabbinikus és a hittani tudományokból és Neufeld Simon Diósgyőrött a Sulchán Áruch kódexeiből kérdezte.
1944-ben sok paksi zsidóval együtt Auschwitzba deportálták. Ott vesztette életét.
Pakson 1947-ben választották meg utódját Moskovitz Bernát személyében.